# Bir Umm Fawakhir
Bir Umm Fawakhir ist eine ehemalige koptisch-byzantinische Goldgräberstadt in Ägypten. Sie liegt in der zentralen Arabischen Wüste, halb zwischen dem Nil bei Koptos und dem Roten Meer bei al-Qusair, unweit vom Wadi Hammamat. Die Stätte wird auf das späte 5. bis durchgehend 6. Jahrhundert datiert.
Es handelt sich um die einzige antike Goldgräbersiedlung in Ägypten und um eine von wenigen des Byzantinischen Reiches, die bisher gründlich archäologisch untersucht wurde.

## Vorkoptische Funde

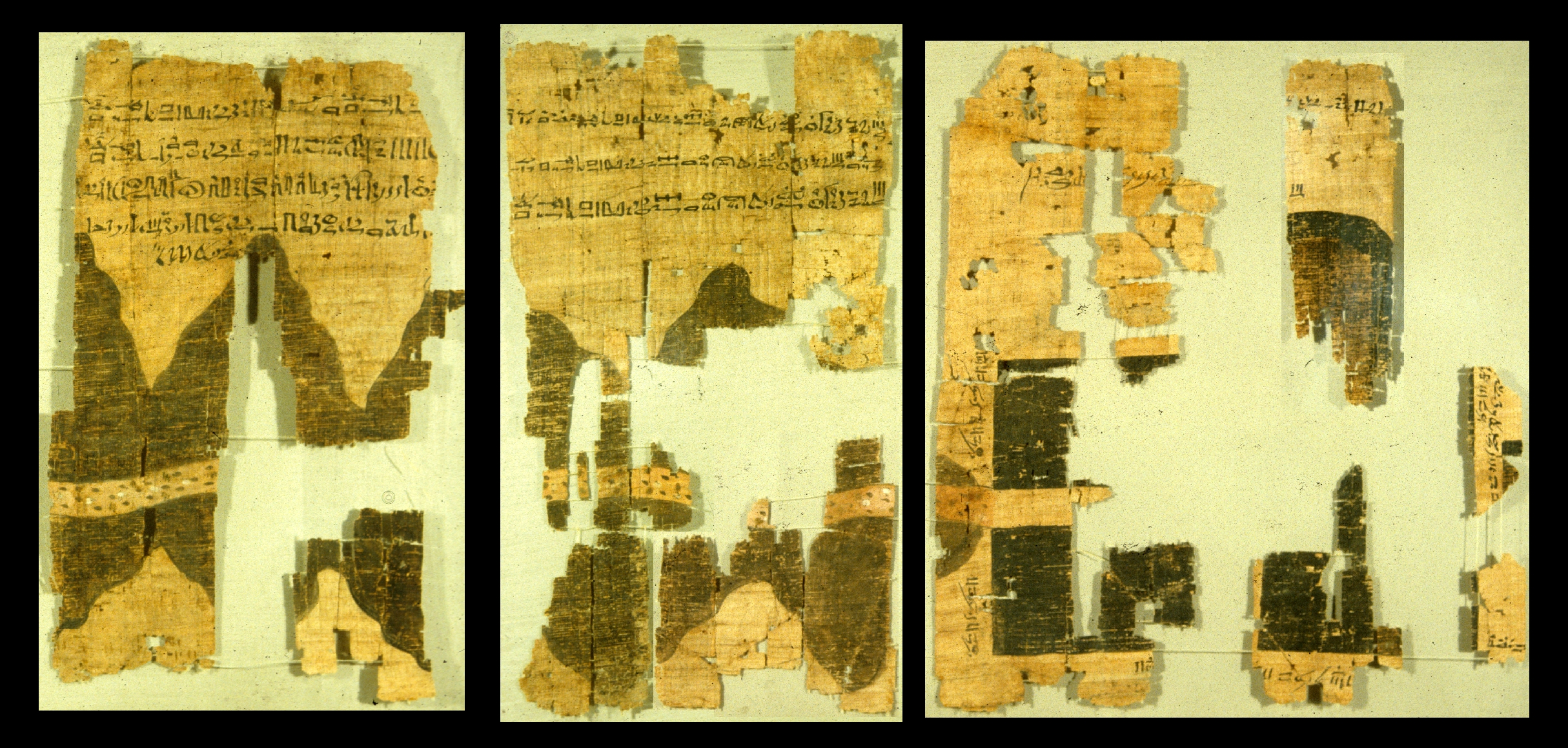
Linke Hälfte des Turiner Lagerstätten-Papyrus.

Erste Hinweise für vorkoptische Aktivitäten liefert der altägyptische Turiner Lagerstätten-Papyrus aus der 20. Dynastie.
Aus ptolemäischer Zeit stammen die Überreste eines Tempels des Ptolemaios III., der dem Gott Min geweiht war. Aus römischer Zeit gibt es nur sehr wenige Funde, obwohl die Stätte lange Zeit als „römisch“ galt. Dazu zählt ein Signalturm, der mit 59 weiteren Signaltürmen die römische Karawanen-Route zum Roten Meer säumte.
Weiterhin fanden sich einige römische Scherben, Fayence-Stücke und kleine römische Granit-Steinbrüche.
Die von Guéraud veröffentlichten Ostraka zeugen von militärischen Aktivitäten, stammen aber wahrscheinlich aus den Minen im Wadi el-Sid.
In einer nahen Höhle wurden griechische Graffiti aus den ersten drei Jahrhunderten und eines in Südarabisch entdeckt.

## Rohstoffe
Bir Umm Fawakhir und die unmittelbare Umgebung befinden sich auf präkambrischem Fawakhir-Granit. Der Granit wurde wirtschaftlich als Abbaustein genutzt, diente als Grundwasserleiter für die dortigen Brunnen und vor allem als Goldlagerstätte. Das Gold liegt als Quarzader im Granit. In der Antike wurde das Erz in Gräben an der Oberfläche oder in Schächten an den Bergseiten abgebaut. Der Quarz wurde mit kleinen Granitblöcken in Stücke zerhauen und auf konkaven Mahlgängen oder einer Handdrehmühle zu Pulver zermahlen. Viele der verwendeten Mahlsteine liegen noch lose auf der Oberfläche oder wurden für Gebäude wiederverwendet. Das gepulverte Erz wurde vermutlich bei Bir Umm Fawakhir gewaschen und zu einer letzten Reinigung ins Niltal transportiert.

## Siedlung
Die archäologischen Überreste der Hauptsiedlung liegen in einem langen schmalen Wadi. Die Siedlung wird von steilen Klippen begrenzt, die wie eine natürliche Stadtmauer wirken. Sie bestand aus über zweihundert Häusern und Nebengebäuden, sowie einer Hauptstraße mit sandigem Boden. Die antike Bevölkerung der Hauptsiedlung wird auf über 1000 geschätzt. Die Gebäude wurden aus mit kleinen Steinen und Scherben gespickten Granit-Pflastersteinen erbaut. In den Ruinen lassen sich noch gut Türen, Bänke, Mauernischen, Tröge und Steinkisten erkennen.
Der häufigste Haustyp weist zwei bis drei Räume auf. Mehrere solcher Wohneinheiten können zu Häusern mit bis zu 22 Räumen zusammengesetzt sein. Es treten auch einige abgetrennte, einräumige Nebengebäude mit quadratischem oder rundem Grundriss auf, die vielleicht zur Lagerhaltung, als Küchen, Tierunterkünfte, Werkstätten oder Latrinen genutzt wurden.

### Friedhöfe
Auf überstehenden Gebirgskämmen liegen Friedhöfe, die allesamt geplündert wurden. Bei den Gräbern handelt es sich entweder um Kisten aus Steinplatten oder natürliche Granitspalten, die manchmal zu kurz waren, so dass die eingelagerten Körper gebeugt werden mussten. Häufig finden sich auch übereinander gestapelte Granit-Pflastersteine, um die koptisch-byzantinische Töpferware verstreut wurde. Auf Essgeschirr verteilte Kreuze deuten auf eine christliche Bevölkerung hin.

### Weitere Bauten
Auf einem der höchsten Berggipfel war ein Wachposten mit Sicht auf die Hauptsiedlung eingerichtet. Drei Straßen führten zu den umliegenden Brunnen, einige auch zu den Minen und Steinbrüchen. Ansonsten existierte keine weitere Verteidigungsstruktur. Andere typische Gebäude wie Kirchen, Lagerhäuser, Ställe und Verwaltungsgebäude lagen vermutlich näher an der modernen Hauptstraße am Wadi-Wasser. Außerhalb der Hauptsiedlung befinden sich vierzehn weitere Siedlungshaufen, davon einer mit über sechzig Gebäuden. Die Nebensiedlungen waren ähnlich konstruiert und beherbergten die gleichen Töpferwaren.

## Bedeutung
Die Siedlung gehört zu einigen wenigen antiken Goldgräberstätten, bei denen nicht nur die Anordnung der Siedlung, sondern auch periphere Merkmale wie z. B. Gewerbegebiete, Straßen, Pfade, Brunnen, Friedhöfe und abseits gelegene Siedlungshaufen beobachtet werden können. Nach alten Berichten zufolge wurde die Arabische Wüste im byzantinischen Ägypten nomadischen Volksstämmen überlassen. Die fehlenden Verteidigungsstrukturen in Bir Umm Fawakhir und die hohe Zahl von weiteren archäologisch untersuchten Stätten wie z. B. Abu Sha’ar, Berenike, Bir Nakheil, Khasm el-Menih und Mons Porphyrites weisen jedoch darauf hin, dass die byzantinische Regierung die östliche Wüste beherrschte und dort erhebliche Unternehmungen unterhielt.